# خوان لويس هينز لوريتي
خوان لويس هينز لوريتي (بالإسبانية: Juanlu Hens) (مواليد 7 فبراير 1984 في فوينتي بالميرا - إسبانيا) لاعب كرة قدم إسباني يلعب حاليا لصالح نادي الدرجة الأولى تينيريفي الإسباني منذ 2008 في مركز الجناح الأيمن .

## روابط خارجية
- خوان لويس هينز لوريتي على موقع قاعدة بيانات كرة القدم.إي يو (الإنجليزية)
- خوان لويس هينز لوريتي على موقع Soccerway.com (الإنجليزية)
- خوان لويس هينز لوريتي على موقع AS.com (الإسبانية)